# Lower Withington
 (février 2025).
Si vous disposez d'ouvrages ou d'articles de référence ou si vous connaissez des sites web de qualité traitant du thème abordé ici, merci de compléter l'article en donnant les références utiles à sa vérifiabilité et en les liant à la section « Notes et références ».
Lower Withington est un village et une paroisse civile anglaise située dans le comté de Cheshire.

## Histoire

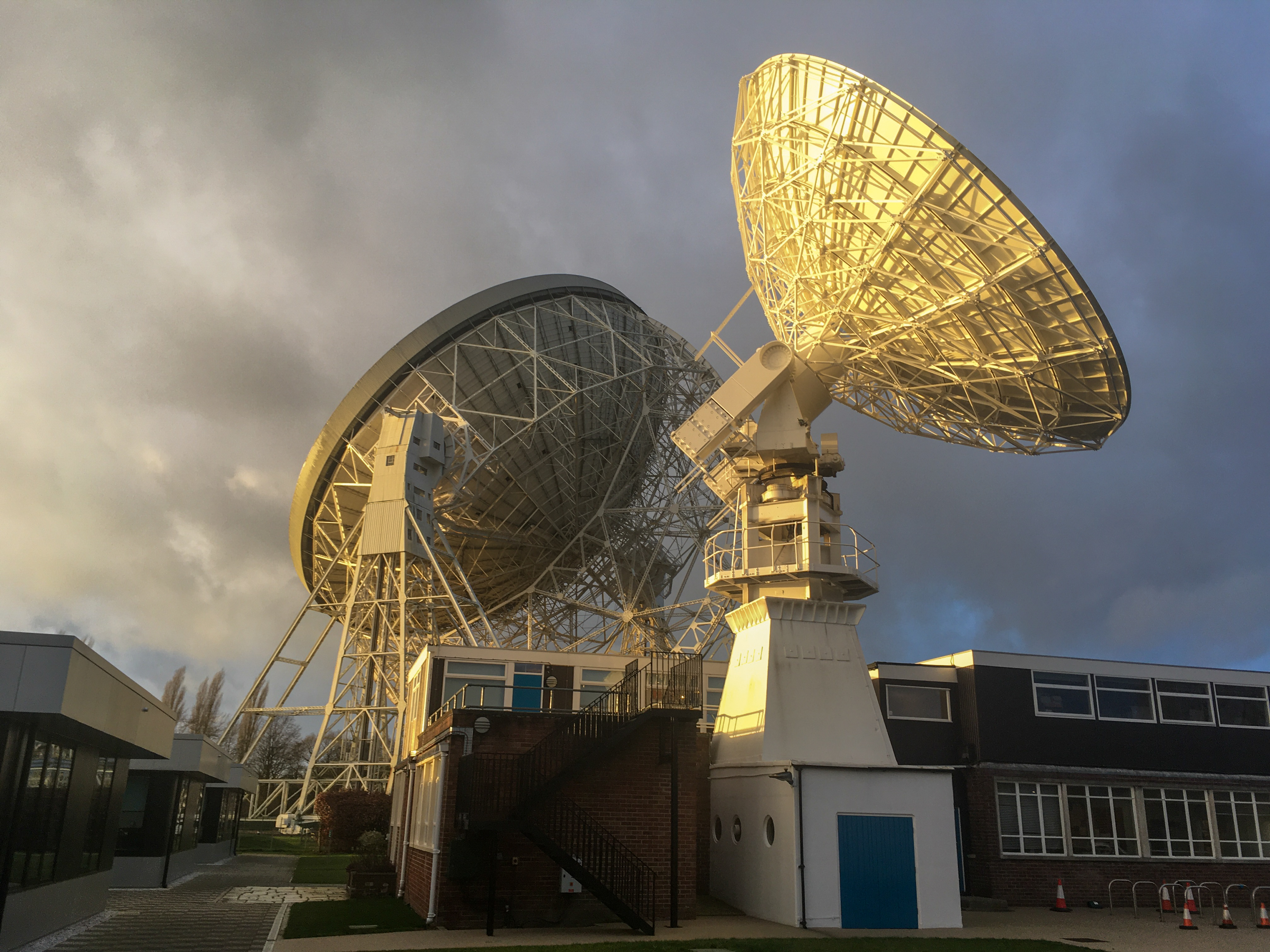
Les grands radiotélescopes de Jodrell Bank

L'observatoire de Jodrell Bank dont la partie majeure est situé sur le territoire de la paroisse est construit en 1945 sur l'initiative du professeur Bernard Lovell de l'université de Manchester.